# Christian Adolf Müller
Christian Adolf Müller (* 18. Dezember 1903 in Basel; † 21. April 1974 ebenda) war ein Schweizer Historiker, Burgenkundler und Denkmalpfleger.

## Leben
Müller absolvierte Schule und kaufmännische Lehre in seiner Heimatstadt Basel und arbeitete als kaufmännischer Angestellter bei einer Basler Baufirma. Er lernte neben seinem kaufmännischen Beruf zeichnen und bildete sich in Kunst- und Kulturgeschichte weiter. Er wirkte 20 Jahre im Vorstand der Burgenfreunde beider Basel mit und war fünf Jahre deren Präsident (1948–1953); er war auch als «Burgenmüller» bekannt. 1943 wurde er von Rudolf Riggenbach als Sekretär der staatlichen Basler Denkmalpflege eingestellt. Von 1961 bis 1968 war Müller auch Leiter der Amtsstelle für Natur- und Heimatschutz, d. h. Denkmalpfleger des Kantons Baselland.
Im Auftrag der Baselbieter Heimatschutzkommission erstellte er in den 1950er Jahren ein Bauinventar erhaltenswerter Bauten.
Müller arbeitete nicht nur als Historiker, sondern bereicherte seine Publikationen oft auch mit eigenen Zeichnungen. Er hinterliess 42 Skizzenbücher und 21 Skizzenhefte aus den Jahren 1920–1973. Zudem veröffentlichte er auch einige Gedichte.

## Ehrungen
1963 wurde Müller von der philosophischen Fakultät der Universität Basel für seine Leistungen als Historiker die Ehrendoktorwürde verliehen.